# Triodanis coloradoensis
Triodanis coloradoensis är en klockväxtart som först beskrevs av Samuel Botsford Buckley, och fick sitt nu gällande namn av Mcvaugh. Triodanis coloradoensis ingår i släktet indianspeglar, och familjen klockväxter. Inga underarter finns listade i Catalogue of Life.